# Pawlopetri
Pawlopetri – podwodne stanowisko archeologiczne, które jest uważane za najstarsze zatopione miasto na świecie. Zostało odkryte i opisane w 1968 przez naukowców z Instytutu Oceanografii Uniwersytetu w Cambridge (pod kierunkiem dra Nica Flemminga). 
Będzie pierwszym zatopionym miastem, które zostanie zbadane cyfrowo w trzech wymiarach. Znajduje się u wybrzeży południowej Lakonii w Grecji.
Odkryte ruiny zajmują około 500 m² - choć powierzchnia całej osady miała ok. 100 tysięcy m² - składają się z 15 budynków zanurzonych 3-4 metry pod wodą, dzięki temu rejon ten nie został nigdy przebudowany lub zakłócony przez rolnictwo. Pomimo że przez wieki narażone na erozję, zachowały jednak swój charakter sprzed tysięcy lat.
Początkowo miasto datowane było na okres mykeński około 1600-1100 p.n.e., jednak w wyniku prac archeologicznych, odnaleziono wyroby ceramiczne z okresu neolitu, które wskazują, że jego wiek może sięgać nawet 5000 - 6000 lat p.n.e., czyli początków handlu morskiego w rejonie śródziemnomorskim.